# Caladenia fuscata
Caladenia fuscata là một loài thực vật có hoa trong họ Lan. Loài này được (Rchb.f.) M.A.Clem. & D.L.Jones mô tả khoa học đầu tiên năm 1989.

## Hình ảnh

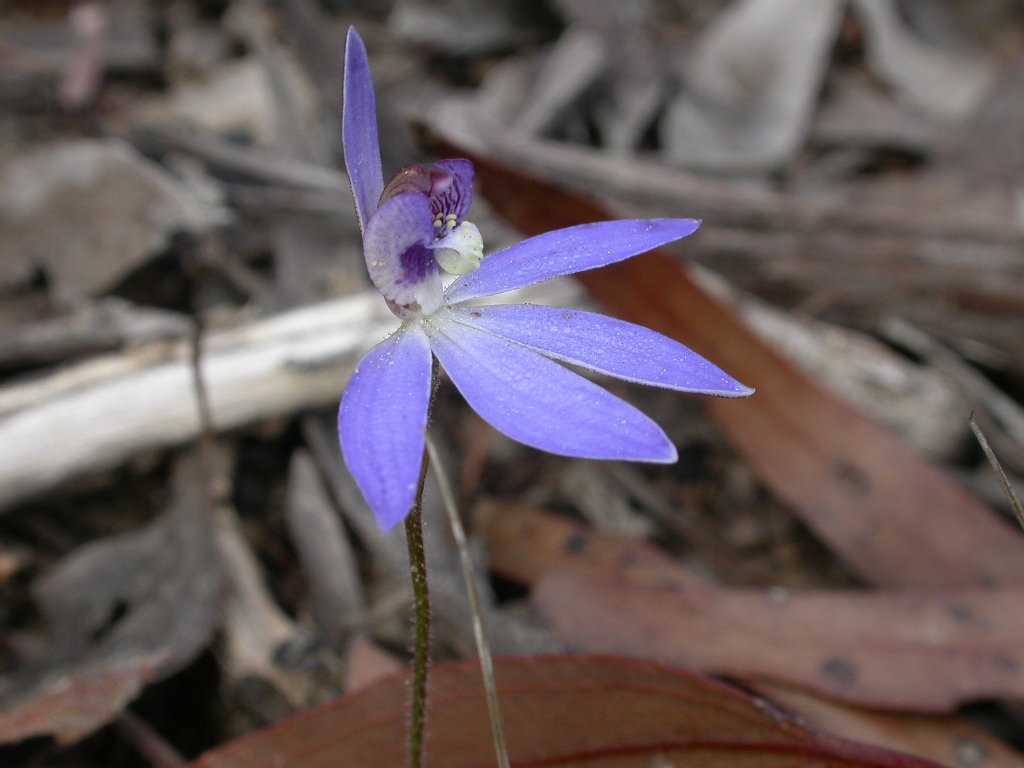
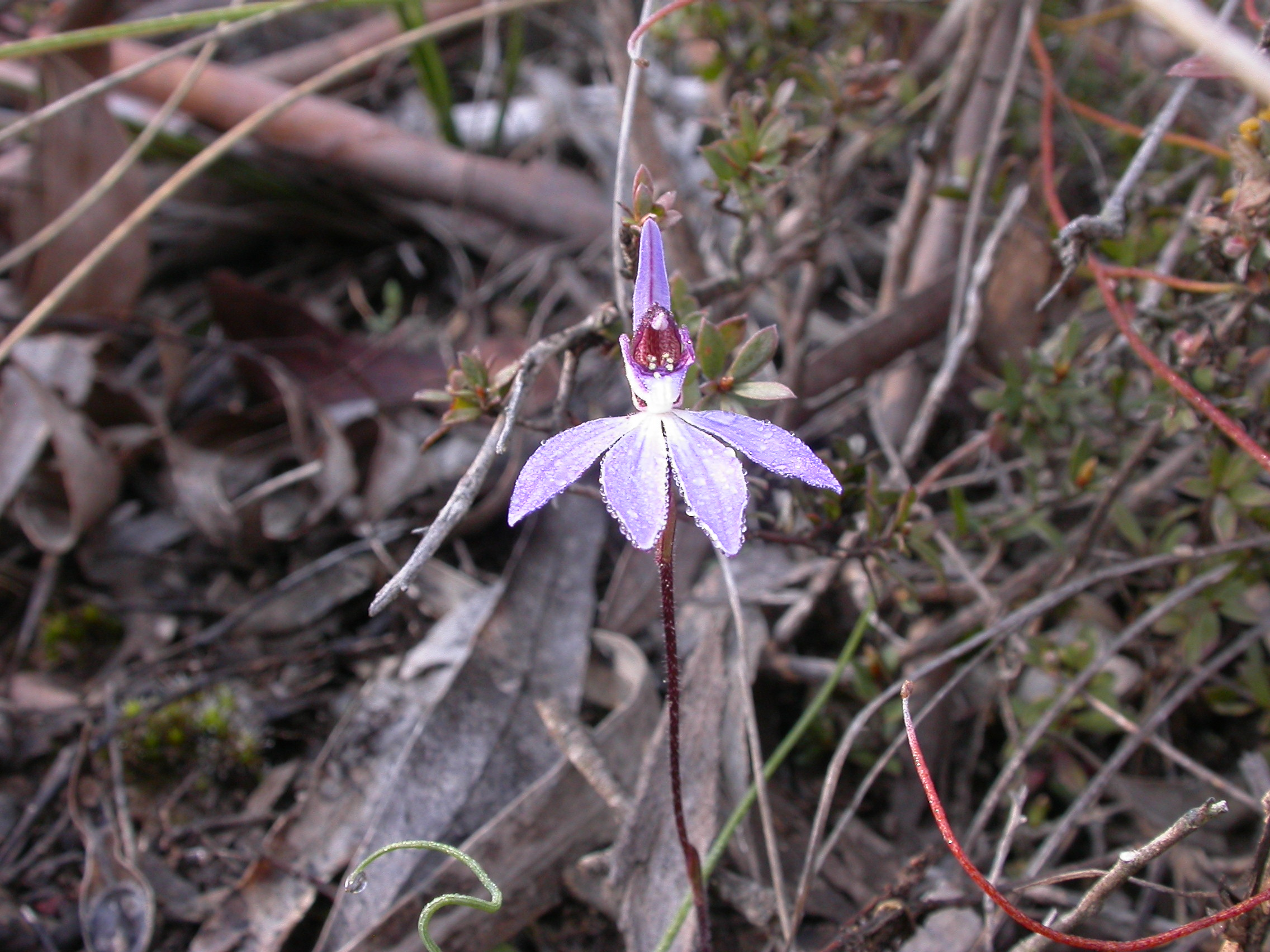
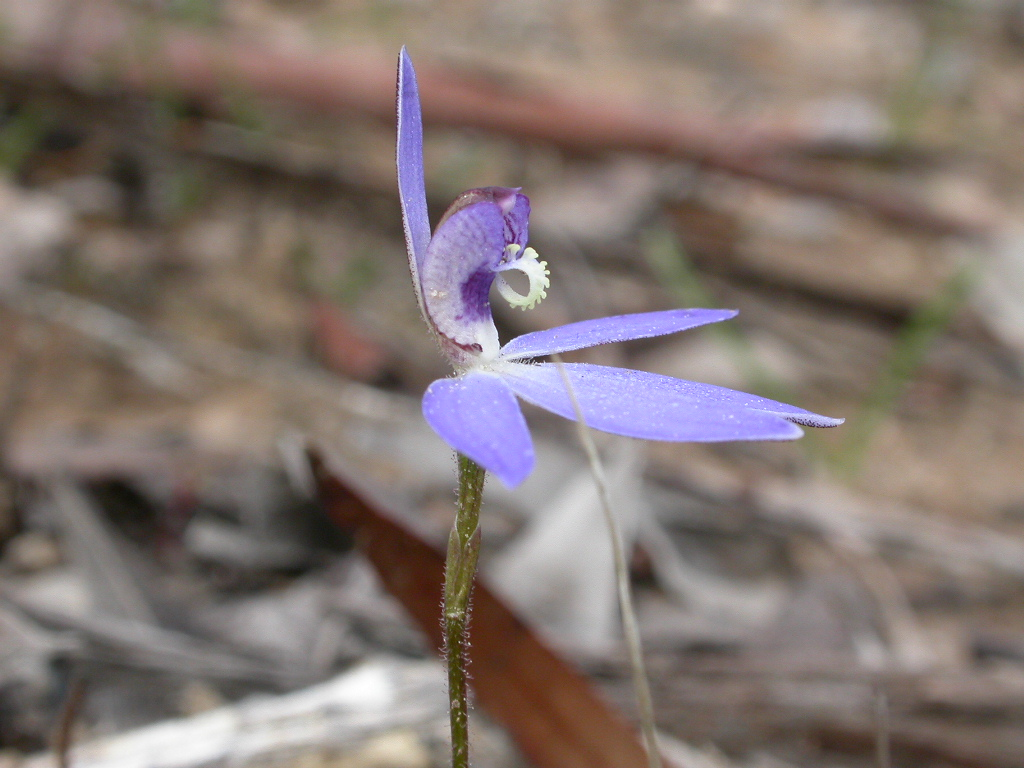
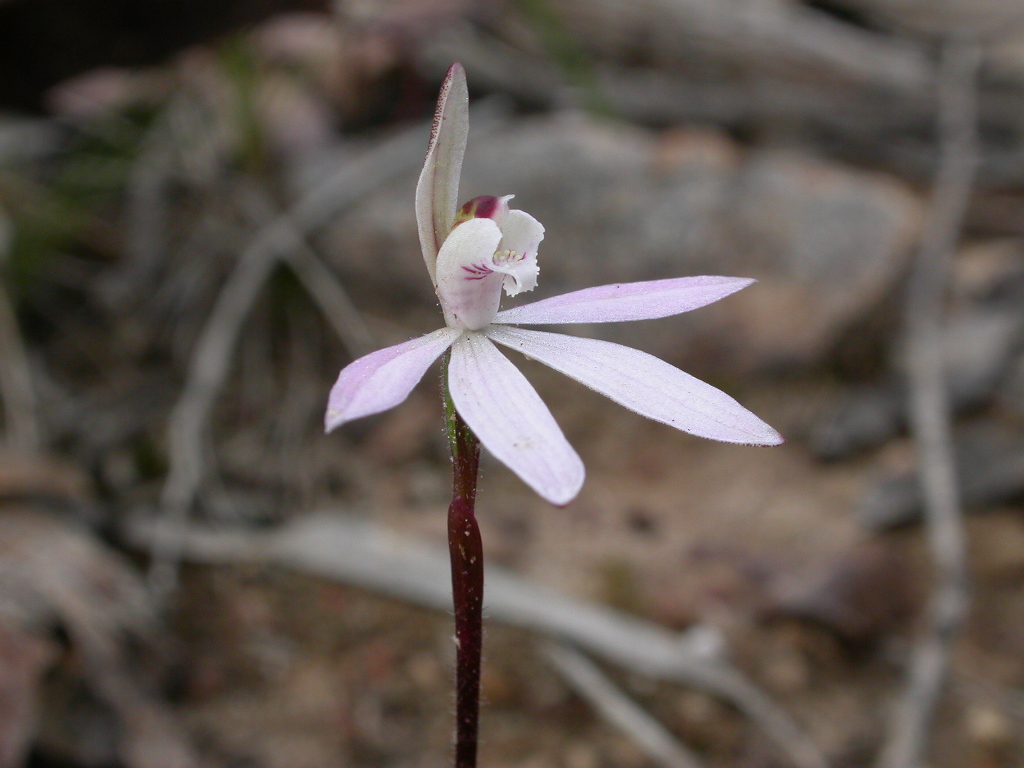